# Peromyscus beatae
El ratón de Orizaba (Peromyscus beatae) es una especie de roedor de la familia Cricetidae, nativa del norte de América central y el sur de México.

## Distribución
Su área de distribución incluye el sur de México (Veracruz, Guerrero, Oaxaca, Chiapas), Guatemala, El Salvador, y Honduras.